# Raptorex kriegsteini
Raptorex kriegsteini és un gènere de dinosaure tiranosauroïdeu primitiu, semblant (però molt més petit) a tiranosàurids posteriors com el tiranosaure. S'ha recuperat un únic espècimen de la formació de Yixian inferior, al nord-est de la Xina, que data de fa uns 125 milions d'anys, del Cretaci inferior.